# Neuveste
Neuveste byl čtyřkřídlý gotický vodní hrad s věžemi na třech rozích. Nacházel se na severovýchodním okraji Mnichova v místě dnešní Královské rezidence. Z města byl přístupný pouze přes opevněný most a sloužil jako útočiště panovníků při občanských nepokojích ve městě. V první polovině 16. století pak do něj vévoda Vilém IV. Bavorský celé knížecí sídlo definitivně přestěhoval. Později byl hrad přestavován a dále rozšiřován knížaty, kteří ho vlastnili, ztratil charakter opevnění a stal se luxusní rezidencí panovníků.

## Historie a popis
Jeho stavba začala pravděpodobně kolem roku 1363 při dokončování druhé řady hradeb, kterými město stále více a více svíralo původní sídlo bavorských vévodů, Alter Hof, také nazývaný Alte veste. Existoval již od roku 1385 za vlády vévody Friedricha a sloužil jako útočiště pro vévodu a jeho Dvůr, protože při různých povstáních občanů Mnichova proti svým vládcům se Alter Hof ukázal jako méně bezpečný.
| Stručný přehled | Stručný přehled                       |
| --------------- | ------------------------------------- |
| 1385            | otevření hradu                        |
| kolem 1470      | dokončen parkán a severní brána       |
| 1460–1500       | stavba dvou obranných věží            |
| kolem 1540      | vzniká Christophsturm a Rundstubenbau |
| 1560/70         | vzniká Ballhaus a další stavby        |
| um 1620         | demolice budov na západní straně      |
| 1750            | provizorní opravy po požáru           |
| po 1800         | demolice posledních zbytků            |

Po konečném usmíření vévody s občany města roku 1476 byl hrad panovníků zařazen do dosud otevřené strany v opevnění města. Nový prostor pro bydlení však za vévody Albrechta IV. nebyl ještě vytvořen. K tomu došlo teprve za vlády Albrechtova syna Viléma IV., který jako první z Wittelsbachů přestěhoval sídlo vévodů ze starého  panovnického dvora Alter Hof do hradu Neuveste, prapůvodní stavby Královské rezidence v Mnichově. . Nové sídlo v roce 1528 vyzdobil renesanční malíř, rytec a stavitel Albrecht Altdorfer obrazem Die Alexanderschlacht. V letech 1530 až 1540 nechal Wilém IV. na jihovýchodním rohu hradu postavit Rundstubenbau a na místě dnešního náměstí Marstallplatz založil první dvorní zahradu. Za vlády vévody Albrechta V. (vládl v letech 1550–1579) postavil  roku 1562 stavitel Wilhelm Egckl slavnostní sál Ballhaus (Sankt Georgssaal), dále v letech 1563–1567 uměleckou síň Kunstkamer a konírnu Marstall (dnes Alte Münze). To byl začátek vzniku mnoha mnichovských sbírek. Kunstkamer však pro početné sochy nestačil a ani v celém hradu Neuveste se žádné další místo nenacházelo. Pro Antiquarium byla proto postavena v letech 1568 – 1571 nová budova mimo hrad. Tím nastal další směr vývoje a začala vznikat dnešní mnichovská Královská rezidence.
Největší věž, Silberturm, nebyla na vnější straně, ale zesilovala vnitřní frontu proti městu. Sloužila také jako bergfrit. Později zde byla pokladnice. Severně od Silberturm se nacházel palác, na severozápadní straně oddělený obrannou zdí.  Na severní straně vnitřního nádvoří v jeho východní navazovaly dvorní hala (Hofhalle) a společenský sál Dürnitz. Jako součást Neuveste ještě byla na konci 14. století v severovýchodním rohu druhého kruhu městských hradeb.postavena brána Neuvesttor. Vedla ven z města do hradu Neuveste, který byl od města oddělen hradbami a vodním příkopem. Bráně Neuvesttor, stejně jako třem hlavním bránám na vnější straně městského příkopu, byl představěn rondel.

## Postupný zánik
Časem hrad ztrácel svůj fortifikační charakter. Opevnění zastaralo zvýšenou účinností kanónů, kterými mohly být hradby snadno probourány. Kolem roku 1620 došlo k demolici všech budov na západní straně, v roce 1750 byly některé budovy po požáru ještě provizorně opraveny, ale po roce 1800 pak byly zbourány. Ještě dnes se však nacházejí pod lékárnickým nádvořím (Apothekenhof) Královské rezidence suterénní klenby a základové zdi bývalého hradu. Jejich poloha je vyznačena červenými kameny v zádlažbě nádvoří. Stěny jihozápadní hradní věže z doby kolem roku 1500 a klenby s kulatými sloupy ve sklepě společenského sálu (Ballsaalkeller) na jihu bývalého hradu jsou posledními dochovanými pozůstatky Neuveste a nejstarší části současné Královské rezidence.